# Hemmakväll
Hemmakväll AB är en svensk godisbutik som i sina 68 butiker i 47 städer tillhandahåller konfektyr och också upplevelser.
Före detta Videomix har haft videobutiker sedan 1980-talet, men efter ett uppköp av franchisekedjan Hemmakväll sommaren 2007 beslutade Videomix att byta namn till Hemmakväll. År 2013 köpte Hemmakväll upp Buylando i Stockholm. I brist på lönsamhet   stängdes flera butiker 2013 och 2014. Hösten 2015 upphörde försäljning via webbplatsen. Sista beställningsdatum var 24 augusti 2015.
I slutet av mars 2016 öppnade Hemmakväll sin första konceptbutik i Väla Köpcentrum utanför Helsingborg, med sloganen: "En ny värld av godis". Detta är en filmfri butik med endast godis, dryck och presentartiklar. Därefter har konceptbutiker öppnats i Växjö, Kista Galleria och i Emporia i Malmö.
Den 1 november 2020 slutade Hemmakväll som sista videobutikskedja i Sverige att hyra ut film.

## Arbetsmarknadskonflikt
Under 2007 var dåvarande Videomix i konflikt med Handelsanställdas förbund eftersom man inte hade kollektivavtal. Konflikten varade i knappt två månader och har av förbundet kallats "en av de hårdaste strider som Handels fört i modern tid". LO:s styrelseordförande Wanja Lundby-Wedin uttryckte sitt stöd för strejken och träffade de två kvinnor som blev strejkens frontfigurer efter att konflikten avslutats.
Konflikten inleddes den 13 september 2007 när tre butiker sattes i blockad. Merparten av företagets anställda var inte medlemmar i Handels och butikerna kunde därför hållas öppna. Istället fördes konflikten med sympatiåtgärder från Handels och andra LO-förbund som stoppade leveranser till företaget. Videomix skrev på ett hängavtal med Handels den 6 november 2007 och alla varsel och stridsåtgärder drogs tillbaka.